# JHT Kalajoki
Das Junkkarit Hockey Team Kalajoki ist ein 1992 gegründeter finnischer Eishockeyklub aus Kalajoki. Die Mannschaft spielt in der Suomi-sarja und trägt ihre Heimspiele in der Kalajoen jäähalli aus.

## Geschichte
Der Verein wurde 1992 gegründet. In der Saison 1992/93 nahm die Mannschaft erstmals an der I-divisioona, der damals noch zweiten finnischen Spielklasse, teil, in der sie sich bis zur Saison 1995/96 halten konnte. In der Saison 2000/01 nahm die Mannschaft erstmals an der drittklassigen Suomi-sarja teil. In der folgenden Spielzeit stieg das Team jedoch bereits wieder in die viertklassige II-divisioona ab. Seit der Saison 2006/07 tritt JHT Kalajoki wieder durchgehend in der Suomi-sarja an.

## Bekannte Spieler
- Antero Kivelä
- Tapio Levo